# 33040 Pavelmayer
33040 Pavelmayer è un asteroide della fascia principale. Scoperto nel 1997, presenta un'orbita caratterizzata da un semiasse maggiore pari a 2,2339019 UA e da un'eccentricità di 0,0951943, inclinata di 2,78720° rispetto all'eclittica.
L'asteroide è dedicato all'astronomo ceco Pavel Mayer.